# Preisstatistik
Eine Preisstatistik liefert statistische Informationen über Preise in dem dazu untersuchten wirtschaftlichen Bereich. Preisstatistiken werden vornehmlich in der Amtlichen Statistik erstellt.

## Ermittlung von Durchschnittspreisen
Die Verfügbarkeit von Preisstatistiken in Form von Durchschnittspreisen ist von Bedeutung, um über die Zeit oder im regionalen oder fachlichen Querschnitt neue Erkenntnisse abzuleiten. Preisstatistiken werden jedoch selten in der Form von Durchschnittspreisen aufgestellt. Dies liegt an den sehr hohen Anforderungen und den damit verbundenen hohen Kosten. Zudem bestehen Abgrenzungsprobleme, die unter Zuhilfenahme einschlägiger rechtlicher Normen, z. B. aus dem Lebensmittelrecht gelöst werden. Des Weiteren unterliegen die Produktionskapazitäten dem Zeitablauf, so dass die Vergleichbarkeit der Preise unterschiedlicher Zeiträume nur bedingt möglich ist.
Beispiel: Wird in einem Staat der Durchschnittspreis für Brot in unterschiedlichen Regionen für verschiedene Geschäftskategorien über die Zeit ermittelt, könnten hieraus für einen Zeitpunkt die Preisverhältnisse für Brot für verschiedene Regionen oder für verschiedene Geschäftskategorien sowie die Preisverhältnisse zwischen verschiedenen Zeitperioden leicht abgeleitet werden. Abgrenzungsproblem bei der Ermittlung von Durchschnittspreisen: Wie ist die Abgrenzung zwischen "Brot" und "Brötchen"? Je nach Entscheidung wird der Durchschnittpreis von Brot von einem kleinen Brot deutlich nach unten oder der für Brötchen durch ein großes Brötchen deutlich nach oben gedrückt.

## Ermittlung von Preisindizes
Bei Preisindizes ist das Stichprobenmodell im Vergleich weniger kritisch, da unterstellt wird, dass sich die Produkte einer Produktkategorie in einem Wettbewerbsverhältnis befinden und sich deshalb preislich ähnlich entwickeln. Die Produkte einer Produktkategorie sind hinsichtlich der Preisentwicklung weitaus ähnlicher als hinsichtlich des Preisniveaus.
Beispiel: Auch wenn also ein Weißbrot billiger als ein Sonnenblumenbrot ist, dürften sich deren Preise relativ ähnlich entwickeln.
Wegen dieser geringeren Anforderungen werden Preisindizes meistens als Aussage über die Preisentwicklung über die Zeit in einem Wirtschaftsbereich dargestellt. Kennzeichnend für echte Preisindizes ist, dass diese nur eine Aussage über die Entwicklung der Preise über die Zeit machen. Das beobachtete Gut ändert sich dabei im Modell nicht. Ändern sich die Preise der beobachteten Güter über die Zeit, weil deren Nutzwert sich im gleichen Maße verbessert (z. B. infolge des technischen Fortschritts), so bleiben die Preisindizes davon unberührt. Die Preise für einen gegebenen Nutzwert („Qualität“) haben sich in diesem Fall nicht geändert.

## Warenkorb
Grundlage der Preisstatistik ist die Aufstellung eines Warenkorbes mit für den untersuchten Wirtschaftsbereich repräsentativen Gütern. Neben der Zusammensetzung des Warenkorbes ist auch die Bedeutung (das Gewicht) der einzelnen Güter des Korbes zu ermitteln (Gewichtungsschema).
Beim Verbraucherpreisindex für Deutschland (VPI) besteht der Warenkorb beispielsweise aus Gütern, die private Haushalte für den eigenen Konsum kaufen. Für die Zusammensetzung und die Struktur des Warenkorbes ist z. B. beim europäischen „Harmonisierten Verbraucherpreisindex“ durch Rechtsverordnung die COICOP-Klassifikation verbindlich vorgegeben.
Der Warenkorb ist auch die Ausgangsgrundlage für die Bestimmung von Erhebungspositionen. Dies sind die konkreten Güter, deren Verkaufspreis erhoben wird. 
Beispiel: Für Brot könnte eine Erhebungsposition „Roggenmischbrot“ lauten. Dass der Anteil des Roggenmehls hierbei mindestens 60 % beträgt, ergibt sich aus lebensmittelrechtlichen Vorschriften.
Für die festgelegten Erhebungspositionen werden in der Preisstatistik regelmäßig Preise erhoben. Hierfür muss zunächst bestimmt werden, wer der Preisstatistik die Preise melden soll (bzw. muss).

## Auswahl der Berichtsstellen und Konkretisierung der Erhebungspositionen
Da es praktisch unmöglich ist, sich zunächst einen Überblick über die Verkäufe in einem Wirtschaftsbereich zu verschaffen und dann hierüber Preise zu erheben, erfolgt die Preiserhebung fortlaufend bei repräsentativ ausgewählten Wirtschaftsakteuren, die regelmäßig solche Transaktionen durchführen (auf der Käufer- oder Verkäuferseite) Manchmal erhalten auch Dritte auf Grund rechtlicher Regelungen – z. B. Notare bei Grundstücksübertragungen oder Zollbehörden bei Import bzw. Export von Gütern – Kenntnis von solchen Transaktionen und können damit potentiell als Berichtsstelle ausgewählt werden. Von den ausgewählten Wirtschaftsakteuren wird angenommen, dass deren Preisbildung repräsentativ ist. 
In der Preisstatistik ist eine formale Stichprobenauswahl unüblich, da die Anforderungsmerkmale für die Berichtsstellen nicht von den verfügbaren Auswahlgrundlagen abgedeckt sind: So ist nicht a priori bekannt, ob eine ausgewählte Berichtsstelle Verkäufe entsprechend einer vorgegebenen Erhebungsposition tätigt. Ist dies der Fall, muss die Berichtsstelle die Beschreibung der Erhebungsposition ergänzen (s. o.). Weiterhin sind im Verlauf der Preiserhebung (s. u.) anspruchsvolle Angaben zu machen. Diese Anforderungen können von manchen Berichtsstellen nicht erfüllt werden. Daher wird nach Vorauswahl einer (potentiellen) Berichtsstelle versucht zu klären, ob diese Voraussetzungen erfüllt sind, bevor es tatsächlich zu einer Heranziehung zur Meldung und damit zur faktischen Auswahl kommt.

## Preiserhebung und -bearbeitung, Aufbereitung
Sind die konkreten Güter für eine Preiserhebung festgelegt, kann hierfür die regelmäßige Preiserhebung erfolgen, indem die Berichtsstellen monatlich oder vierteljährlich – je nach Preisstatistik – danach befragt werden, zu welchem Preis sie die Erhebungsposition in der anfangs festgelegten Variante (s. o.) zum Stichtag oder innerhalb eines bestimmten Zeitraums verkauft haben.
Wenn ein Gut nicht oder nicht in der festgelegten Variante verkauft wurde, wird meistens die Preisentwicklung bei einem ähnlichen Gut, das sowohl in der zurückliegenden als auch in der aktuellen Periode verkauft wurde, als Indikator für die Schätzung des erhobenen Preises verwendet.
Wenn ein Gut überhaupt nicht mehr verkauft wird, muss die Preiserhebung auf ein ähnliches Gut, dass ebenfalls die genannten Vorgaben erfüllt, übergehen. Solche Übergänge und überhaupt die Auswirkungen des Strukturwandels bei den verkauften Gütern (technischer Fortschritt) erfordern eine sog. Qualitätsbereinigung, damit Preisindizes berechnet werden können, die die "echte Preisänderung" (s. o.) widerspiegeln.
Sind die Preise erhoben und plausibilisiert worden, kann die Indexberechnung erfolgen.

## Anwendungen der Ergebnisse
Zunächst dienen die Ergebnisse der Preisstatistik, nämlich die Preisindizes (für den Zeitvergleich), allgemein der Beobachtung der Konjunktur. In einer Boomphase tendieren die Preise dazu zu steigen, während sie in einer Rezession stagnieren oder sogar – in der Regel nur partiell – zurückgehen. Allerdings haben Preisindizes für die Konjunkturbeobachtung nur ergänzenden Charakter, da sie im Vergleich zu anderen Konjunkturindikatoren nachlaufend sind.
Weitaus wichtiger sind Preisindizes für die Beurteilung des Verhältnisses von Angebot und Nachfrage in einem Wirtschaftsbereich. Zeigen die Preisindizes Entwicklungen in politisch unerwünschte Richtung, können sie Anlass für gegengerichtete politische Maßnahmen sein. Besonderes Augenmerk erhält hier die Preisentwicklung, die sich bei den privaten Haushalten niederschlägt und in dem Verbraucherpreisindex gemessen wird, da sich letztlich alle Preistendenzen in einer Volkswirtschaft mit einer mehr oder weniger großen Verzögerung beim Kauf durch den Endverbraucher (die privaten Haushalte) niederschlagen. Dieser Preisindex wird deshalb im Allgemeinen als Maß für die Inflation in einer Volkswirtschaft herangezogen. Dementsprechend knüpfen sich Maßnahmen der Finanzpolitik und vor allem der Geldpolitik an die Entwicklung dieses Preisindex. 
Weitere wichtige Funktion von Preisindizes ist ihre Anwendung bei Wertsicherungsklauseln. Hierbei sichern sich Vertragspartner für später anfallende Geldzahlungen ab, indem diese auf gegenwärtige Preis- bzw. Kostenverhältnisse basiert werden. Ändern sich diese Verhältnisse in der Zukunft, sind die Zahlungen im gleichen Verhältnis, gemessen an festgelegten Preisindizes, anzupassen. Ein typisches Beispiel hierfür ist eine vertraglich vereinbarte Indexmiete.
Eine wichtige statistikinterne Funktion von Preisindizes ist die Deflationierung volkswirtschaftlicher Daten. Hierbei werden die in jeweiligen Preisen vorliegenden statistischen Daten um den Inflationsanteil bereinigt. Dies erlaubt die Ermittlung von "realen" Daten.